# عمران العرادي
عمران العرادي كوميدي ودي جي من أب بحريني وأم باكستانية. مشهور في المقام الأول لكونه شخصية إذاعية في إذاعة البحرين. أدى أسلوبه الكوميدي ومهارات الاستضافة في أن يطلق عليه لقب أطرف رجل في البحرين.

## السيرة
درس عمران في مدرسة النسيم الدولية في أواخر عقد 1990 حيث حصل على دبلوم المدارس الثانوية الأمريكية. حصل في وقت لاحق على شهادة بكالوريوس العلوم إدارة الأعمال من جامعة أما الدولية البحرين. كان يعمل مدير تسويق منتجات لشركة صغيرة وبعد ذلك مستشار تكنولوجيا معلومات لشركة بتلكو حتى عام 2008. في يوليو 2006 بدأ عمله في إذاعة البحرين كمقدم برنامج إذاعي حتى اليوم.

### السيرة الكوميدية
في عام 2008 دخل عمران مجال ستاند أب كوميدي وقام بالترويج لحسابه الخاص. مثل البحرين في مهرجان عمان للكوميديا في الأردن في ديسمبر 2008. انضم عمران إلى جولة الكوميديا الإقليمية كوميديا العربية في دبي في عام 2009. استضاف العديد من الكوميديين من البحرين والسعودية بما في ذلك ماز جبراني في أبريل 2010. يشرف عمران على برامج إبراز المواهب الكوميدية المسرحية لتعزيز المواهب المحلية في البلاد وآخرها ليالي مجمع 338 المفتوحة. صرح بأن أعظم إنجاز له كان المحافظة على لقمة العيش بصفته فنان. يؤدي عمران حاليا أنجح عرض كوميدي في البحرين تحت اسم ناجتس الدجاج.